# Sergio Rondina
Sergio Gabriel Rondina (San Antonio de Padua, 3 novembre 1971) è un allenatore di calcio ed ex calciatore argentino, di ruolo centrocampista, tecnico del Quilmes.